# Wilhelm von Walther
Wilhelm von Walther zu Herbstenburg (* 20. Oktober 1870 in Bozen, Österreich-Ungarn; † 24. November 1958 in Klobenstein, Italien) war ein Südtiroler Politiker.

## Leben
Wilhelm von Walther besuchte das Stiftsgymnasium Kremsmünster und absolvierte die Matura am italienischen Gymnasium in Trient. Er studierte an den Universitäten Innsbruck und Wien Rechtswissenschaften. Beruflich setzte er sich lange Jahre für den örtlichen Handel und Tourismus ein. Er war u. a. Sekretär der Bozner Handelskammer und Vorstandsmitglied der Spar- und Vorschußkasse Bozen. 
Politisch engagierte er sich in den Reihen der Deutschfreiheitlichen Partei, für die er 1914 als Abgeordneter in den Tiroler Landtag entsandt wurde. Nach der Annexion Südtirols infolge des Ersten Weltkriegs wurde er 1921 für den Deutschen Verband ins italienische Parlament gewählt. In seiner ersten Parlamentsrede brachte er den Unwillen der deutschsprachigen Südtiroler über die erfolgte Annexion zum Ausdruck und wies auf das verletzte Selbstbestimmungsrecht hin. Die Ausübung des Mandats wurde allerdings nach der faschistischen Machtergreifung stark erschwert. Von Walther selbst hatte zur Regierungserklärung Mussolinis am 1. November 1922 noch gemeint, man sei in Südtirol mit der Wiederherstellung von Ruhe und Ordnung im Staate durch die faschistische Machtübernahme zufrieden, die autoritäre Regierung könne eine Epoche gesunder Entwicklung für Italien bedeuten. 1924 zog sich von Walther weitgehend aus der Politik zurück, übernahm aber Ehrenämter, so etwa die Vizepräsidentschaft der 1926/27 von der faschistischen Administration eingerichteten Provinz Bozen.
Wilhelm von Walthers Tochter Gertrud war mit dem Radiohersteller Max Glauber verheiratet.